# Sabana Iglesia
Sabana Iglesia är en kommun i Dominikanska republiken.   Den ligger i provinsen Santiago, i den centrala delen av landet, 120 km nordväst om huvudstaden Santo Domingo. Antalet invånare är i kommunen är cirka 13 000. Den ligger vid sjön Embalse de Bao.
Terrängen runt Sabana Iglesia är lite kuperad. Närmaste större samhälle är Santiago de los Caballeros, 15,9 km norr om Sabana Iglesia. I omgivningarna runt Sabana Iglesia växer huvudsakligen savannskog.